# Тошевский, Методия
Методия Тошевский (макед. Методија Тошевски; 18 марта 1941, Ermakia, Западная Македония — 4 ноября 2015, Скопье) — югославский и македонский экономист, поэт, первый министр финансов Республики Македония.

## Образование
Методия Тошевский окончил экономический факультет Университета Св. Кирилла и Мефодия в Скопье.

## Карьера
С 1966 по 2005 год работал в сфере государственного финансово-экономического управления. В том числе с марта 1991 по сентябрь 1992 года был министром финансов Республики Македония, затем директором „Алмако-банка“ в Скопье. С 2000 по 2005 год был Главным государственным ревизором.

## Творчество
Член Союза писателей Македонии с 1987 года. Автор поэтических сборников:
- И коренот има корен (1986),
- Гротло (1988),
- Ровја (1989),
- Меѓа (1992).